# Henk Baars (wielrenner)
Henk Baars (Diessen, 3 augustus 1960) is een Nederlands voormalig wielrenner die in de jaren 80 tot het midden van de jaren 90 tot de Nederlandse top van het veldrijden behoorde. Baars was professional van 1985 tot en met 1995.
Baars won o.a. het Nederlands Kampioenschap mountainbike en veldrijden, maar zijn grootste overwinning was de wereldtitel veldrijden in 1990. In het Spaans Getxo ging Baars in de laatste ronde op kop rijden voor zijn landgenoot Adrie van der Poel. Mede door een hapering van de Tsjech Radomir Simunek reed Baars weg en won hij uiteindelijk voor Adrie van der Poel en Bruno Lebras. 
Al tijdens zijn carrière begon Baars een fietsenzaak. Eerst in Diessen, later in Hilvarenbeek.

## Belangrijkste overwinningen
1989
- Nederlands kampioen MTB

1990
- Wereldkampioen veldrijden

1992
- Sint-Michielsgestel, veldrit
- Pollare, veldrit

1993
- Nederlands kampioen veldrijden

1994
- GP Montferland, veldrit